# Co znamená vésti koně
Co znamená vésti koně je album české undergroundové skupiny The Plastic People of the Universe, nahrané v domě dramatika a pozdějšího českého prezidenta Václava Havla na Hrádečku. Album vyšlo v roce 1983 v Kanadě a v roce 2002 v České republice.
V roce 2017 vyšla na CD a DVD živá nahrávka alba s Filharmonií Brno, na DVD je pak jako bonus přiložen dokumentární film Břetislava Rychlíka Co znamenalo vésti koně.

## Seznam skladeb
Autor hudby je Milan Hlavsa, autory textů jsou Vratislav Brabenec (1-2, 4-10) a Pavel Zajíček (3). Celkový čas: 1:02:11.
1. Co znamená vésti koně
2. Slovo má buben
3. Samson
4. P.F.
5. Májová
6. Delirium
7. Fotopneumatická paměť
8. Rozvaha neuškodí ani kuřeti
9. Mše
10. Osip

## Sestava
- Milan Hlavsa – baskytara, zpěv, sbor
- Vratislav Brabenec – basklarinet, altsaxofon, zpěv
- Josef Janíček – klavifon, zpěv, sbor
- Jiří Kabeš – viola, sbor
- Jan Brabec – bicí, zpěv
- Ladislav Leština – housle, sbor
- Josef Rössler – klarinet, sbor
- Robin Hájek, Ivan Bierhanzl – zvuk